# Manaslu
Manaslu (nepaleză: मनास्लु Manāslu) este un munte cu altitudinea de peste 8.000 de m, din districtul Gorkha, Nepal, masivul Himalaya, la nord-vest de Annapurna. El are altitudinea de 8163 m deasupra n.m. fiind situat pe locul opt ca înălțime pe lume.

## Vârfuri
| Manaslu      | 8163 m |
| Manaslu Est  | 7992 m |
| Manaslu Nord | 7157 m |

## Vezi și
- Horia Colibășanu